# 부첨

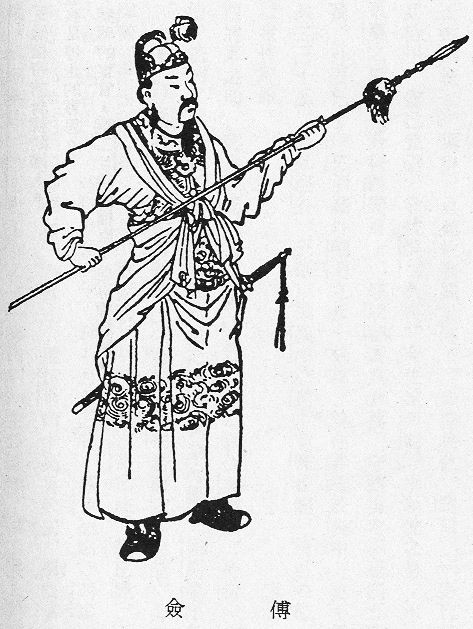
부첨

부첨(傅僉, ?~263년)은 중국 삼국시대 촉(蜀)의 무장으로, 형주(荊州) 의양군(義陽郡) 사람이다. 이릉(夷陵)에서 유비(劉備)를 따라 출전했다가 전사한 부융(傅肜)의 아들이다.

## 생애
부첨은 아버지 부융이 죽은 후 222년 10월에 좌중랑장(左中朗將)에 임명되었고, 후에 관중도독(關中都督)이 되었다.
263년 위의 촉 정벌 당시 사마소가 대군을 편성하여 촉나라 정벌군을 일으켰다. 그해 9월 종회(鍾會)는 양평관(陽平關)부근까지 진군하고 호군(護軍) 호열(胡烈)로 하여금 양평관의 입구에 해당하는 관구(關口)를 공격하게 하였다. 부첨과 함께 관구를 지키던 장서(蔣舒)가 나가 싸울 것을 주장하자, 부첨은 자신이 관구를 지키고 장서가 나가 싸우도록 했다. 그러나 장서는 처음부터 싸울 생각이 없었기에 호열이 이끄는 위군을 만나자 바로 항복했다.
부첨은 장서가 밖에서 싸우고 있을 것이라 믿고 별다른 대비를 갖추지 않았다. 호열은 촉군의 대비가 허술한 것을 틈타 관구를 공격했다. 부첨은 죽기를 각오하고 싸웠으나 끝내 전사했고 양평관은 위군에게 점령되었다.
위나라에서는 비록 적이었지만 부첨의 충의를 높이 평가했다. 촉나라가 멸망한 후, 부첨의 두 아들 부저(傅著)와 부모(傅募)는 죄인의 자식으로 취급받아 노비가 되었다.
269년 2월, 진나라를 세운 사마염은 조서를 내려 부첨이 촉나라를 위해 전사한 것을 선한 일이라고 하고 아들들인 부저와 부모를 노비 신분에서 해방시켜 서인(庶人)으로 살아가도록 했다.
사마광(司馬光)이 쓴 역사서 《자치통감(資治通鑑)》에 주석을 단 호삼성(胡三省)은 부첨이 죽은 일을 두고 <장서에게 싸우게 했더라도 그가 이긴다는 보장이 없는데, 부첨은 어째서 대비하지 않았는가. 관문과 성을 지키지 못한 데에는 부첨에게도 책임이 있다.>고 평가했다.

## 《삼국지연의》에서의 부첨
- 삼국지연의에서 부첨은 제갈량(諸葛亮)이 죽고 강유(姜維)가 북벌에 나설 때 장서와 함께 발탁되면서 등장한다. 촉나라 경요(景耀) 원년(서기 258년) 장서와 함께 우장군(右將軍)에 임명된다. 부융의 아들이라는 말은 없다.
- 위군과 마주쳤을 때 위나라 장수 왕진(王眞)이 창으로 찌르려 하자 팔로 왕진을 붙들었으며, 왕진을 구하기 위해 달려나온 이붕(李鵬)을 유인하여 얼굴을 쳐 죽였다.
- 촉나라에 거짓으로 항복한 위나라의 장수 왕관(王觀)의 계책을 강유가 간파하고 등애(鄧艾)를 유인하는 계책을 세울 때 마른 풀을 실은 수레 수백 대를 가지고 매복해 있다가 한밤중에 등애가 당도하자 수레에 불을 붙여 군호로 삼고 위군을 공격하였다.
- 부첨이 양평관으로 쳐들어온 위군을 맞아 싸우다 죽은 부분에서 연의는 부첨이 나가 싸울 것을 주장하지만 장서가 듣지 않자 스스로 3천 군사를 이끌고 나가 싸우다가, 장서가 성문을 열어주지 않자 고립되어 위군에게 죽은 것으로 서술하였다. 또한 사서에서는 부첨이 전사했다고만 말하고 있으나 삼국지연의에서는 <살아서 촉의 신하가 되었으니 죽어서도 촉의 귀신이 되겠다>고 외치고 싸우다가 이길 가망이 없어지자 자결하는 것으로 서술하여 보다 극적으로 보이도록 만들었다.

그러나 부첨이 죽은 부분을 제외한 다른 장면은 사서에 실려 있지 않은 내용이다.

## 부첨의 혈연관계
- 부융(아버지)
- 부저(맏아들)
- 부모(둘째아들)

## 같이 보기
- 삼국지 인물 목록